# Hattische Sprache
Das Hattische (von den Hethitern hattili genannt) war die Sprache der Substratbevölkerung in Anatolien, der Hattier, die im selben Gebiet wie die später eingewanderten Hethiter lebten und von diesen nicht vertrieben wurden. Es ist die älteste durch Texte belegte Sprache Anatoliens. Schriftlich fixiert wurde diese Sprache nicht durch Muttersprachler, sondern durch die Hethiter, von deren Sprache sich das Hattische in Struktur und Wortschatz völlig unterschied. Das Verbreitungsgebiet des Hattischen umfasste vor dem Eindringen der indogermanischen Hethiter, Palaer und Luwier ganz Zentral- und Nordanatolien bis zur Schwarzmeerküste und Teile Kappadokiens; Hattisch ist um 1500 v. Chr. als gesprochene Sprache ausgestorben, hatte aber als Kultsprache im hethitischen Reich weiterhin große Bedeutung.

## Beziehungen zu anderen Sprachen
Das Hattische weist nicht nur zum Hethitischen keine verwandtschaftliche Beziehung auf, sondern auch zu keiner der anderen bekannten Sprachen in Altanatolien und in den benachbarten Gebieten. Nach heutigem Kenntnisstand muss das Hattische als isolierte Sprache angesehen werden. Hypothesen, es mit den westkaukasischen Sprachen in Beziehung zu setzen, sind bisher nicht bewiesen. Es gibt einige lexikalische Anklänge an das Hurritische, dem seinerseits Kontakte zu altkaukasischen Sprachen nachgesagt werden. Viele dieser rein lexikalischen Vergleiche sind heute überholt. Zumeist sind sie dem fehlenden Verständnis der hattischen Prä-, In-, und Suffixe geschuldet.
Die gesicherten lexikalischen Kenntnisse des Hattischen sind gering und zudem durch die Verwendung im kultischen Bereich thematisch stark eingeschränkt. Viele Präfixe, Infixe und Suffixe erschweren es selbst Fachleuten, den eigentlichen Wortstamm hattischer Wörter zu identifizieren. Da Hattisch in den bisher vorhandenen Texten durchwegs nicht von Personen mit hattischer Muttersprache geschrieben wurde, treten darin auch banale Schreibfehler oder Varianten der Schreibung hattisch-spezifischer Laute übermäßig häufig auf. Die Verwandtschaft zum Hurritischen oder zu kaukasischen Sprachen ist also ungewiss. Jedoch ist angesichts der relativ vielen bekannten, aber noch nicht lokalisierten und ausgegrabenen Residenzstädte aus hattisch-hethitischer Zeit in Kleinasien durchaus Optimismus am Platz, dass künftige Inschriftenfunde mehr Licht auf die hattische Sprache und ihre möglichen Verbindungen zu den Sprachen benachbarter Völker werfen.
Die Kultur und Religion des althethitischen Reiches ist in weiten Teilen eine Fortsetzung der hattischen Kultur, was sich auch an der Verwendung des Hattischen vor allem als Kultsprache der Hethiter erkennen lässt. Sprachwissenschaftliche Bedeutung hat das Hattische vor allem auch als Substratsprache für das Hethitische und Palaische, also die anatolisch-indogermanischen Sprachen Nord- und Zentralanatoliens, offensichtlich weniger für das Luwische.

## Hattisches Sprachmaterial
Das Überleben der hattischen Sprachreste ist den Hethitern zu verdanken, die die Gewohnheit hatten, „fremde“ Götter im Zuge ihrer Riten und in den Liturgien jeweils in deren eigener Sprache anzureden. So wurden auch die hattischen Götter auf Hattisch angesprochen und diese Sprache damit schriftlich fixiert; das Spektrum des Sprachmaterials ist dadurch allerdings sehr beschränkt. Das ausnahmslos religiöse hattische Sprachmaterial ist in hethitischer Keilschrift durch die Staatsarchive der hethitischen Hauptstadt Ḫattuša (heute Boğazkale) überliefert. Es gibt neben längeren einsprachig hattischen Texten auch zweisprachig hattisch-hethitische Bilinguen – mit oft schlechter hethitischer Übersetzung – und Beschwörungsformeln, die innerhalb hethitischer Rituale überliefert sind. Darüber hinaus gibt es hattische Lehnwörter und Namen im Hethitischen, Palaischen und Altassyrischen.
Grundlegend für die Analyse des Hattischen sind die Arbeiten von Forrer 1922 und Güterbock 1935. Nach dem Erscheinen des Übersichtswerkes von Oğuz Soysal im Jahre 2004 findet zurzeit eine Neuauswertung des hattischen Materials statt.

## Charakter der hattischen Sprache
Das wenige und schlecht erhaltene Material erschwert jede gründliche Erforschung der hattischen Sprache. Die agglutinierende Morphologie arbeitet hauptsächlich mit Präfixen. Beispiele sind (Friedrich 1931, nach Forrer):
Grammatische Marker
| Grammatische Marker | Beispiele                                          |
| ------------------- | -------------------------------------------------- |
| Plural-Präfix le-   | le-binu „Kinder“, le-zuh „Tücher“, le-wae „Geräte“ |
| Possessivmarker -i- | le-i-binu „seine Kinder“                           |

Einige Verbalformen
| Verb | Bedeutung | hatt. Form  | Bedeutung                             |
| ---- | --------- | ----------- | ------------------------------------- |
| nuwa | kommen    | taš-te-nuwa | er soll (te) nicht (taš) kommen       |
| šul  | lassen    | tu-h-ta-šul | er ließ hinter (tu) ihm (h) her (ta)… |